# Biskopskär
Biskopskär är en halvö i Kumlinge kommun på Åland (Finland). Biskopskär utgör tillsammans med Komboskär den nordligaste udden av ön Seglinge.
Terrängen på Biskopskär består av klipphällar beväxta med gräs och ljung och enstaka buskar. I söder har tätare skog trängt upp från det inre av Enklinge. I norr finns en trång vik mellan Biskopskär och Komboskär. I öster finns en flad som är nästan avskuren från havet.